# Pierre Mauboussin
Pierre Mauboussin, né le 20 février 1900 dans le 1er arrondissement de Paris et mort le 21 août 1984 à Mortefontaine (Oise), est un ingénieur aéronautique et un avionneur français. Il est connu pour avoir créé les Avions Mauboussin (PM X, PM XI, Corsaire) et dirigé le département aviation des Établissements Fouga & Cie d'où est sorti le Fouga Magister.   	

## Biographie

### Enfance et formation
Pierre Mauboussin est le fils du joailler Georges Mauboussin. Il suit des études à l'École des Hautes Études Commerciales de Paris (HEC) dont il sort diplômé en 1923. 

### Directeur technique du joaillier Mauboussin

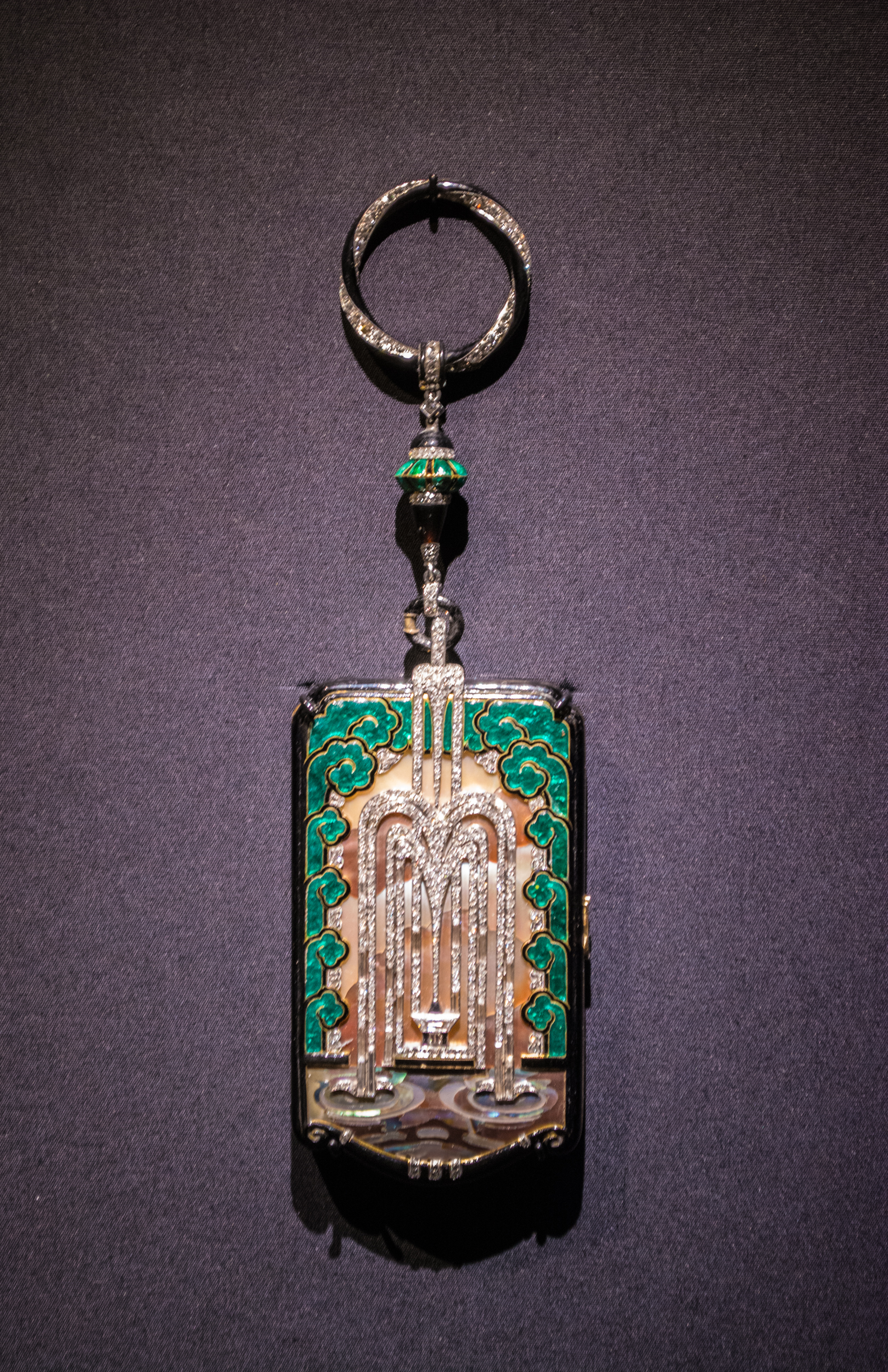
Nécessaire de dame - Exposition des arts décoratifs (1925)

Pierre Mauboussin rejoint l'affaire familiale à un moment pivot pour l'entreprise qui emménage rue de Choiseul et commence une période de prospérité due aux qualités combinés de Georges & Pierre Mauboussin et de leur cousin Marcel Goulet. Pierre Mauboussin a pour première tâche d'ouvrir une filiale à New-York et d'y représenter l'entreprise à la French Exhibition en 1924 (où l'entreprise reçoit le grand prix). Par la suite Pierre Mauboussin ouvrira également des succursales à Rio de Janeiro et Buenos Aires.    
Rapidement, Pierre Mauboussin devient directeur technique de la maison. Il peut alors choisir les créateurs à qui confier la conception des bijoux Mauboussin et ainsi déterminer l'esthétique globale de la maison. En 1925, Mauboussin marque les esprits dans l'Exposition des arts décoratifs et remporte un grand prix avec des bijoux conçus par Maurice Vellay. La passion de Pierre Mauboussin pour l'aviation transparait dans certains des bijoux Mauboussin tels que les broches hydravion ou roue et aile qui sont exposées au Salon des artistes décorateurs de 1928.    
De 1928 à 1931, Mauboussin organise 3 expositions thématiques (émeraude, rubis et diamant) qui connaissent un grand succès pour lesquelles Pierre Mauboussin assure une grande partie des relations avec la presse. Dans les grandes expositions auxquelles participe Mauboussin (les arts de la bijouterie et l'orfèvrerie en 1929 et l'exposition coloniale internationale en 1931), Pierre Mauboussin est crédité comme créateur des bijoux (même s'il ne fait aucun doute qu'il a travaillé avec des artisans de la maison).    
Pierre Mauboussin reste directeur technique de Mauboussin jusqu'en 1934, date à laquelle la maison Mauboussin (comme toute la profession) est emportée par la faillite du comptoir Lyon-Alemand et vendue au cousin Marcel Goulet.

### Concepteur et créateur des Avions Mauboussin

#### Des avions qui rencontrent un succès d'estime puis commercial

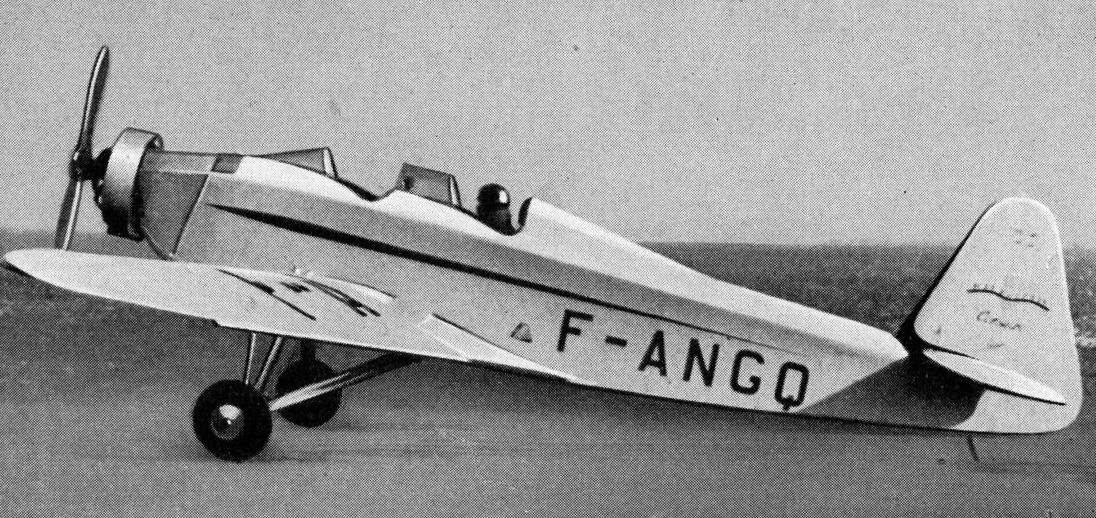
M.120 - Corsaire

Malgré une carrière toute tracée dans la joaillerie, Pierre Mauboussin a une vocation d'ingénieur et est passionné d'aviation. Il étudie l'aérodynamisme dans son temps libre et conçoit à cette occasion un avion. Pour réaliser les études et dessins techniques nécessaires à son homologation et le construire, Pierre Mauboussin s'adresse à Louis Peyret. En 1928, le type X, monoplan à aile parasol résultat de leur collaboration passé à la postérité sous le nom de Peyret-Mauboussin X se fait connaître en remportant 7 records mondiaux (dont 5 dus à Charles Fauvel). Le type XI (version biplace du type X) se fait connaître par des raids longue distance (Paris-Madagascar et Paris-Saïgon) piloté par René Lefèvre. 
En 1931, Pierre Mauboussin & Louis Peyret créent une version aile basse de leur avion : le type XII qui donne une série d'avions regroupés sous le nom de Corsaire. Les Mauboussin Corsaires s'illustrent aux mains de pilotes de renom (M.120 avec Hélène Boucher ; M.122 avec Maryse Hilsz) et sont produits en série pour les particuliers et les aéroclubs dans le cadre de l'aviation populaire.

#### Un innovateur multi-facettes
Dans ces années où la technique en général et l'aviation en particulier évolue à grands pas, Pierre Mauboussin explore de nombreuses pistes que ce soit dans les techniques de production, de formation ou bien entendu dans les questions d'aérodynamisme.

En 1933, Pierre Mauboussin dessine la carrosserie d'un prototype de Chenard et Walcker (appelé « Mistral ») qui est exposée au salon de l'automobile. Avec une coque entièrement en aluminium, un capot sans aspérités et des phares incorporés dans les ailes avant, la voiture gagne 20 km/h sur le modèle de série sur lequel elle est basée.

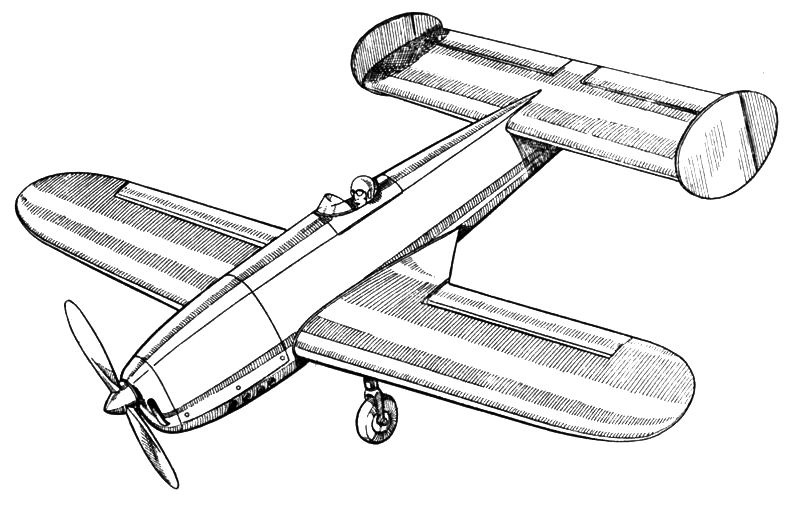
M.40 - Hémiptère

En 1936, il propose le M.40 « Hémiptère » dans le cadre de l'aviation populaire. Ce biplan aux ailes très décalées est destiné aux amateurs grâce à ses propriétés anti-décrochage.
La même année, Pierre Mauboussin propose le rouleur : un avion spécialement conçu pour le début de l'apprentissage du pilotage (plus pédagogique et moins cher que les avions réformés traditionnellement utilisés dans les écoles de pilotage). Les plans sont gracieusement mis à disposition des aéro-club qui souhaitent en entreprendre la construction.
Côté industriel Pierre Mauboussin fait, en plus de diverses innovations liées aux contraintes de la production en série des Corsaire, des essais de construction d'ailes par moulage (procédé Brodeau).
Pierre Mauboussin se penche également sur toutes les variantes d'empennage : en 1936 il expérimente un empennage en V sur Corsaire M.123 (par qui sera repris plus tard par le Fouga Magister). Pendant la guerre il étudie avec Serge Kiriloff la piste d'un empennage en forme d'anneau, appliqué par la suite à un avion-canard. Des demandes de brevet sont déposées pour ces recherches en 1943.

### À la tête du département aviation des Établissements Fouga & Cie

#### De l'association à la direction du département aviation
Dès 1936, les Avions Mauboussin s'associent avec les Établissements Fouga & Cie. Pierre Mauboussin cherchait alors un atelier pour produire des Corsaire en série tandis que Fouga souhaitait développer un département aviation. Même si chaque société garde son autonomie, Pierre Mauboussin devient en quelque sorte conseiller technique des établissements Fouga. 
Le 1er novembre 1944, Pierre Mauboussin devient directeur du département aviation des établissements Fouga & Cie. Il s'entoure de Robert Castello et Jacques Henrat du bureau d'étude Dewoitine avec qui Mauboussin conçoit tout d'abord un planeur cargo (le CM.10) en 1947, remanié en avion cargo (CM.100) en 1949, ainsi que des modèles de planeurs de performances (CM.7, CM.8.15) ou d’acrobatie (CM.8.13). 

#### L'idée Mauboussin: allier un planeur et un réacteur
Afin de pouvoir affranchir ses planeurs des contraintes de treuil ou de remorquages, Pierre Mauboussin souhaite les équiper d'un réacteur de faible puissance. Il s'adresse à Joseph Szydlowski de Turboméca qui réalise des petites turbines à gaz à Bordes (à 60 km d'Aire-sur-Adour). L'alliance du Piméné créé par Turboméca à la cellule du planeur CM.8.13, donne naissance en 1949 au CM.8.R.13 Cyclone. Premier appareil léger à réaction du monde, et premier avion à réaction 100% français,, le Cyclone/Sylphe rencontre un grand succès au salon de 1949 et à travers le monde.
Le Cyclone/Sylphe marque le début d'une activité prolifique des bureaux d'études Fouga et Turboméca entre 1949 et 1952 avec la mise au point de nombreux prototypes (Sylphe II et III, Cyclope I et II, Gémeaux I à V, Midjet) et réacteurs (Piméné, Marboré, Palas, Aspin). Mais dès 1949, Pierre Mauboussin souhaite aller plus loin que le seul planeur à réaction et produire un avion d'entraînement à réaction qui prend le nom de CM.130.R. L'État major français est intéressé et finance des études, puis des prototypes aboutissant au premier vol du Fouga CM.170.R Magister le 23 juillet 1952.      

#### Le succès du Fouga Magister
Un temps en concurrence avec le MS.755 Fleuret de Morane-Saulnier (fournisseur traditionnel des écoles de l'Armée de l'Air française), le Fouga Magister est choisi par les aviateurs. En janvier 1954, La première commande de série du Fouga Magister pour une tranche de 100 exemplaires. C'est alors le premier avion d'entrainement à réaction au monde.      
En juillet 1954, Pierre Mauboussin s'implique dans une réunion organisée par l'OTAN pour déterminer l'appareil recommandé pour l'apprentissage de l'aviation à réaction.      
En juillet 1958, Pierre Mauboussin est nommé directeur de la branche Aviation du groupe Potez après le rachat d'Air-Fouga par Henry Potez. Il prend sa retraite en 1967 année de la vente par Potez des bureaux et usines de Toulouse à Sud-Aviation.

### Vie de famille
Pierre Mauboussin, fils de Georges Mauboussin a été marié à deux reprises ; il aura un fils, Michel Mauboussin.

## Distinctions
- Chevalier de la Légion d'Honneur
- Médaille de l'Aéronautique[19]